# Fuhrmannodesmidae
Fuhrmannodesmidae är en familj av mångfotingar. Fuhrmannodesmidae ingår i ordningen banddubbelfotingar, klassen dubbelfotingar, fylumet leddjur och riket djur. Enligt Catalogue of Life omfattar familjen Fuhrmannodesmidae 140 arter. 

## Dottertaxa till Fuhrmannodesmidae, i alfabetisk ordning[1]
- Adisia
- Aetheandra
- Agenodesmus
- Assamodesmus
- Bactrodesmus
- Barathrodesmus
- Brachycerodesmus
- Cachania
- Caramba
- Chilaphrodesmus
- Chirripeckia
- Coonoorophilus
- Cryptogonodesmus
- Cutervodesmus
- Cyclopsodesmus
- Cylindrogonus
- Dasyodontus
- Dendrobrachypus
- Eburodesmus
- Elgonicola
- Enantiogonus
- Esperanzella
- Eutynellus
- Fuhrmannodesmus
- Giustoella
- Glenniea
- Hemisphaeroparia
- Heterosphaeroparia
- Hexadesmus
- Hingstonia
- Hystrichodesmus
- Irazunus
- Irogonus
- Kukkalodesmus
- Leiogonopus
- Mabocus
- Magidesmus
- Mecistoparia
- Mesethodesmus
- Moojenodesmus
- Olmodesmus
- Ootacadesmus
- Pachygonopus
- Phaneromerium
- Pichitaria
- Pozodesmus
- Pseudosphaeroparia
- Salvadoria
- Schizotelopus
- Sholaphilus
- Sphaeroparia
- Sumidero
- Tichodesmus
- Topalodesmus
- Trematodesmus
- Trichozonus
- Trilobodesmus
- Tylogoneus
- Typhlopygmaeosoma
- Venezuelodesmus